# Serial Kelly
Serial Kelly é um filme brasileiro de 2022, do gênero thriller policial. É estrelado por Gaby Amarantos e dirigido por René Guerra. Teve seu lançamento em 24 de novembro de 2022.

## Sinopse
Enquanto cumpre uma lotada agenda de shows em bares, cabarés, shoppings e restaurantes em troca de algum dinheiro pelo sertão nordestino, Kelly (Gaby Amarantos), uma cantora de forró eletrônico em busca de ascensão, também vai deixando um rastro de mortes pelo caminho. Quando passa a ser investigada pelos assassinatos de três homens, sua turnê mambembe também se transforma uma estratégia de fuga.

## Elenco
- Gaby Amarantos como Kelly
- Igor de Araújo como Tempero
- Paula Cohen como Fabíola
- Aline Marta Maia como Faisca
- Márcio Fecher como Pastor Josias
- Ane Oliva como Wellany
- Pedro Wagner como Claudevan
- Ivana Iza como Wanda
- Divina Núbia como Travesti Shelda
- Esther Antunes como Travesti Tião
- Patricia Dawnson como Travesti Piigg Gold
- Roberta Gretchen como Travesti Juracy
- Diego Salvador como Travesti Dora
- Thomas Aquino como Policial Militar Lindolhar
- Thardelly Lima como Policial Militar Joseclair
- Otavio Cabral como Delegado Geral
- Jurandir Bozo como Dono do Bar